# Союз автомотоспорта Республики Сербской
Союз автомотоспорта Республики Сербской (серб. Спортски ауто мото савез Републике Српске), сокращённо САМСРС — спортивная организация, занимающаяся развитием автомобильных, мотоциклетных и картинговых спортивных клубов Республики Сербской, организацией соревнований по автомотоспорту в Республике и продвижением спорта. Союз сотрудничает с Министерством по делам семьи, молодёжи и спорта Республики Сербской. Штаб-квартира: Баня-Лука, улица Князя Милоша.
Союз основан 28 января 2008 года, в его организацию входят Скупщина и Комитет по управлению.

## Соревнования, организуемые САМСРС

### По категориям
- Кольцевые автогонки, А01
- Автогонки в горной местности, А02
- Авторалли, А03
- Автокросс, А04
- Кросс 4x4, А05
- Ралли внедорожников, А06
- TSD-ралли, А07
- Гонки ретро-автомобилей, А07/1
- Автослалом, А09
- Картинг, К01
- Кольцевые мотогонки, М01
- Мотокросс, М02
- Спидвей, М03

### Официальные турниры
- Картинг-турниры «Гран-при Баня-Луки» и «Гран-при Добоя»
- Автогонки в горной местности «Власеница» и «Лопаре»
- TSD-авторалли «Сутьеска», «Коридор 92» и «Слатина»
- Автогонки в Баня-Луке

## Зарегистрированные клубы
- Баня-Лука
- Феромонт Спорт (Биелина)
- Борац (Баня-Лука)
- Леотар (Требине)
- Шкорпион (Лакташи)
- Модрича-2007 (Модрича)
- Оптима (Модрича)
- Грамер (Углевик)